# Àcid perxènic
L'àcid perxènic, H₄XeO₆, és un àcid hipotètic; de fet, és una solució aquosa de tetraòxid de xenó (com el triòxid de crom, que sovint és considerat una barreja d'àcid cròmic amb aigua).
És un agent oxidant molt poderós, i molt acídic, tot i que ho és menys que l'àcid perclòric. Com que és un àcid tetrabàsic, se'n poden formar quatre menes de sals. Per exemple, amb el perxenat de plata es poden formar el trihidrogenperxenat de monoplata, AgH₃XeO₆, el dihidrogenperxenat de diplata, Ag₂H₂XeO₆, l'hidrogenperxenat de triplata, Ag₃HXeO₆, i el perxenat de tetraplata, Ag₄XeO₆.
No és anàleg a cap altre àcid, però el tetraòxid de xenó es pot classificar amb el tetraòxid d'osmi (àcid òsmic), tot i no ser-hi comparable.